# Weyerhof (Erkelenz)

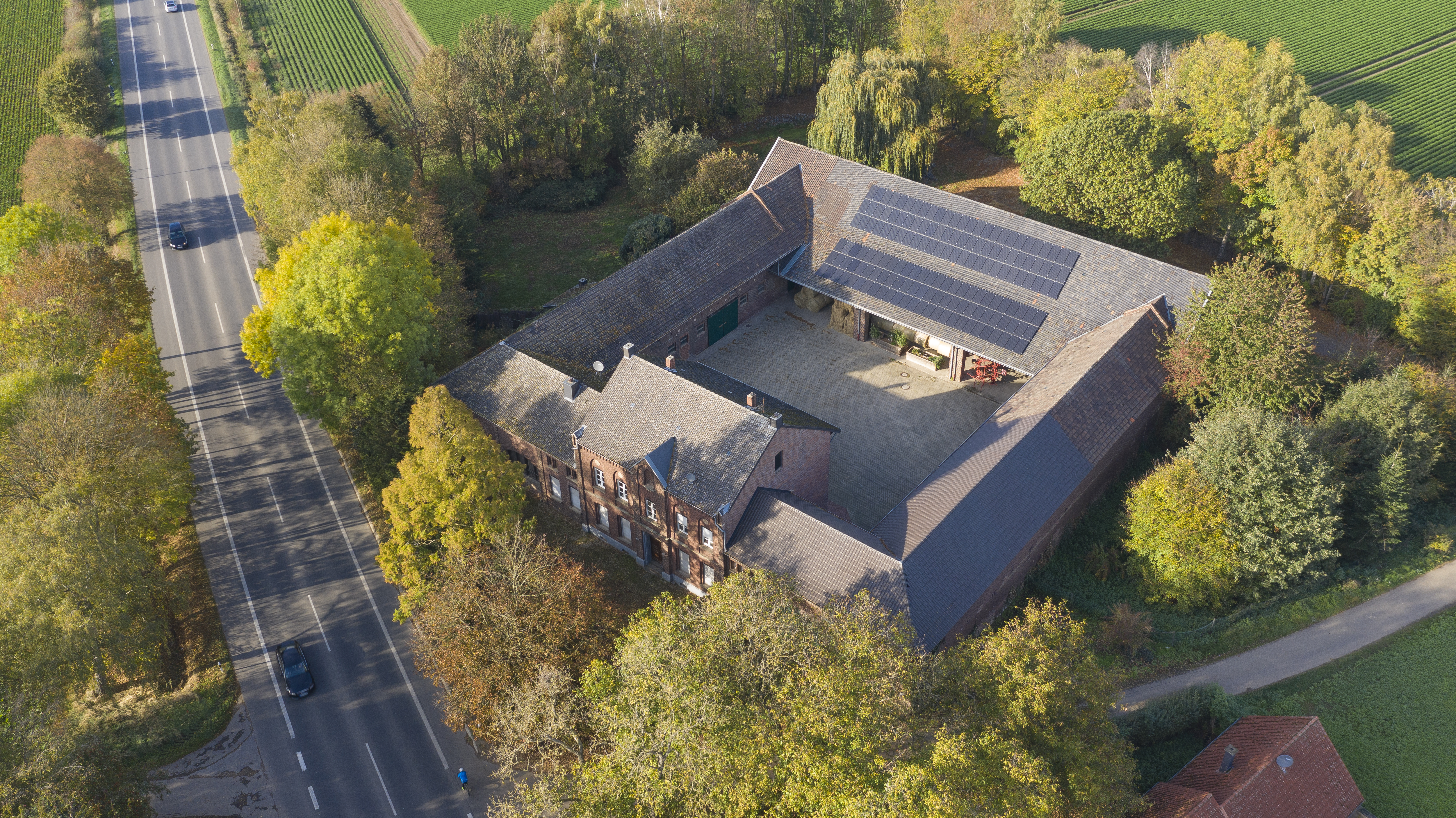
Der Weyerhof

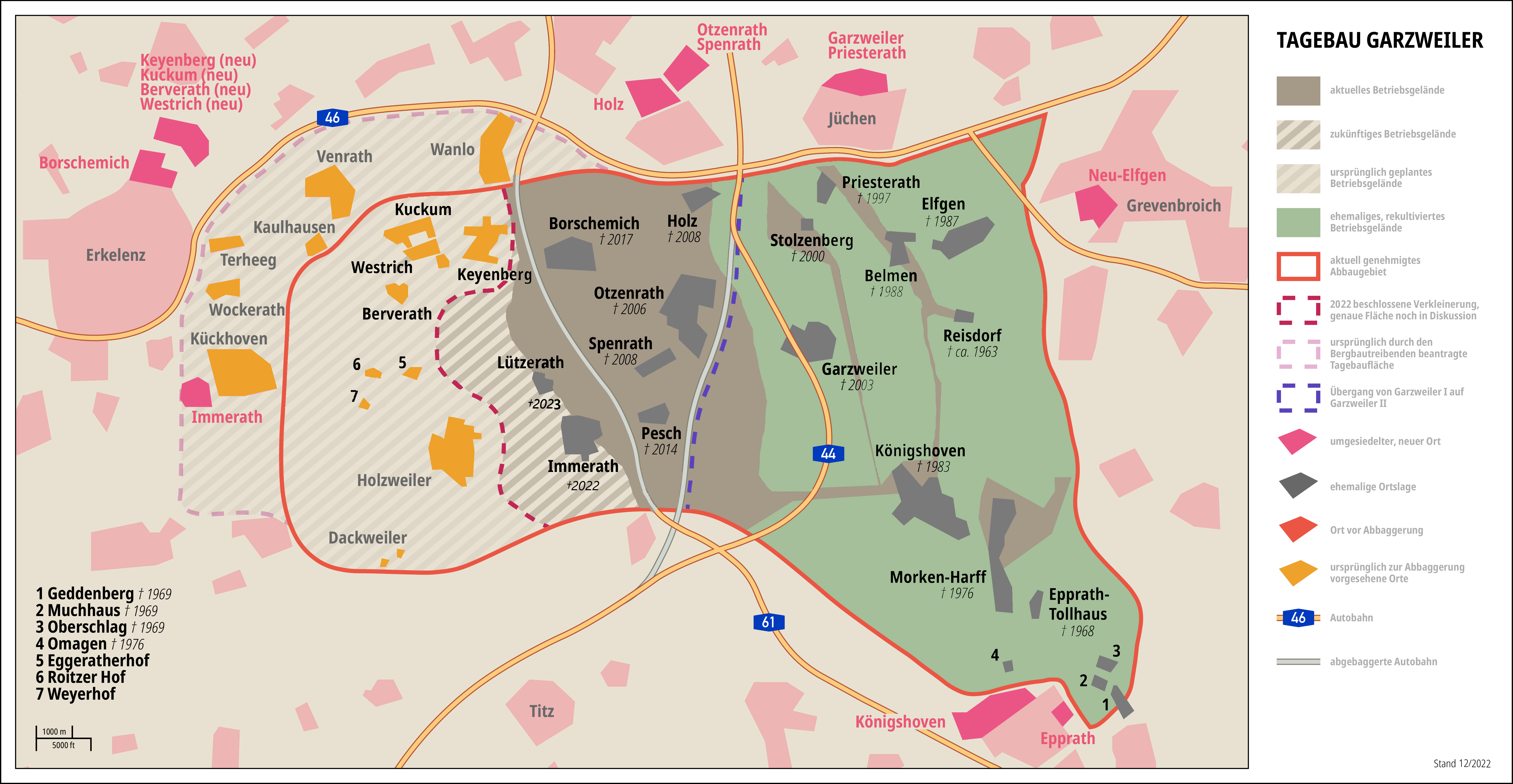
Lage des Weyerhofes im Abbaugebiet Garzweiler

Der Weyerhof ist einer der drei Feldhöfe um Holzweiler, einen Ortsteil von Erkelenz. Neben dem Weyerhof sind dies der Eggeratherhof und der Roitzerhof. 
Der Weyerhof wurde erstmals 1550 in einem „Schöffenprotokoll“ erwähnt; damit ist der direkt an der Landstraße 19 gelegene Weyerhof der jüngste der drei zu Holzweiler gehörenden Höfe. Die jetzigen Gebäude stammen aus dem 19. Jahrhundert.